# Alkyone (Tochter des Sthenelos)
Alkyone (altgriechisch Ἀλκυόνη), Halkyone (Ἁλκυόνη) oder Alkinoë (Ἀλκινόη) war in der griechischen Mythologie die Tochter des Sthenelos, des Königs von Tiryns, und der Nikippe sowie eine Enkelin des Helden Perseus. Ihre Geschwister waren Medusa, Eurystheus und Iphis.
Drei Generationen vor dem Trojanischen Krieg war Alkyone Priesterin der argivischen Hera. Hellanikos von Lesbos berichtete, dass während ihres 26. Amtsjahres die Sikeler von Italien nach Sizilien auswanderten. Einst tat der Kentaur Homados Alkyone Gewalt an. Herakles, der auch ein Enkel des Perseus war, tötete daraufhin den Homados.